# Pronkenburg (Kapelle)
De Pronkenburg was een kasteel in het Nederlandse dorp Kapelle, provincie Zeeland.
Over de historie van Pronkenburg is weinig bekend. Vondsten van aardewerk en muurresten wijzen op een gebouw uit de 15e eeuw. Op een kaart uit 1570 staat geen kasteel afgebeeld, dus het zal voordien zijn verdwenen, mogelijk na de verwoestende stormvloeden van 1530 en 1532. De oudste vermelding van de naam Pronkenburg dateert overigens pas uit 1689: de overloper van dat jaar rept van ‘Den Hoec Besuyden Pronckenburgh’.
In 1981 zijn muurrestanten van het kasteel aangetroffen tijdens het graven van een nieuwe sloot. In 2001, 2004 en 2012 is archeologisch onderzoek verricht. Nadien is het terrein ingericht als park, waarin verwijzingen naar het voormalige kasteel zijn opgenomen.
Het kasteel zal zijn gebouwd op een oeverwal naast een restgeul. Het kasteelterrein was ongeveer 25 bij 25 meter groot en was omgeven door een gracht. Het kasteel zelf kan 8 bij 16 meter groot zijn geweest en over een traptoren hebben beschikt.
De herkomst van de naam is onduidelijk. Mogelijk was het een bijnaam. Dit kan eventueel spottend zijn bedoeld als Pronkenburg in werkelijkheid eigenlijk een armoedig gebouw was.
Aldegonde · Kasteel van Axel · Baarland · Baarsdorp · Barbestein · Biervliet · Bieweg · Blodenburg · Huis der Boede · Brijdorpe · Bruëlis · 't Burchtje · Burggravensteen · Buttinge · Coxijde · Crayenstein · Duinbeek · Duivelsberg · Ellewoutsdijk · Filippenburg · Geersdijk · Gistellis · Gravenhof · Slot Haamstede · Kasteel Hellenburg · Herkestein · Heuvelsweg · Hoge Huis · Ter Hooge · Hoogkamer · Kats · Kind van Trente · Kleverskerke · Kortgene · Kreke · Kruiningen · Laterdale · Lodijke · Maalstede (Hulst) · Maalstede (Kapelle) · Magdalon · Hof Ter Moere · Moermond · Te Mortiere · Muiden · Hof ter Nisse (Nisse) · Hof ter Nisse (Ossenisse) · Oostende · Oostende (Goes) · Oosterstein · Poelvoorde · Poortvliet · Popkensburg · De Pottere · Poucques · Pronkenburg · Ravenstein · Saeftingher Slot · Kasteel van Sint-Maartensdijk · Schengen · Sluis · Smallegange · Stavenisse · Tolhuis van Iersekeroord · Huus ter Tolne · Torenberg · Torenhoeve · Toren van Bourgondië · Troye · Valkenisse · Vinninghen · Vlissingen · Voorhoute · Waarde · Watervliet · Weldamme · Welland · Huis te Werf · Te Werve · Westenschouwen · Westhove · Westkerke · Windenburg · Zandenburg · Zwanenburg